# Anatoli Georgijewitsch Nowikow
Anatoli Georgijewitsch Nowikow (russisch Анатолий Георгиевич Новиков, wiss. Transliteration Anatolij Georgievič Novikov; * 1935; † 2004 in Moskau) war der letzte Leiter der Berliner Auslandsdienststelle des KGB.

## Leben
Nowikow übernahm die Leitung der Auslandsdienststelle in Berlin-Karlshorst, als in der Sowjetunion Glasnost und Perestroika im vollen Gange waren. Er beaufsichtigte eine Geheimoperation mit dem Codenamen Lutsch (russisch für Strahl). Ziel war es, unter reformwilligen DDR-Bürgern aus allen Bereichen der Gesellschaft Einflussagenten zu rekrutieren, die das System im Sinne der Sowjetunion reformieren sollten. Die Operation Lutsch wurde mit der Wende beendet.
Danach war Nowikows Hauptaufgabe, mit der deutschen Bundesregierung über einen störungsfreien Rückzug der KGB-Truppen aus Ostdeutschland zu verhandeln.
Im Jahr 1992 verließ er Deutschland und ging zurück nach Moskau, wo er die Abteilung für Gegenspionage im Auslandsaufklärungsdienst bis zu seinem Ruhestand leitete.